# Octodiceras hydropogon
Octodiceras hydropogon là một loài Rêu trong họ Fissidentaceae. Loài này được (Spruce ex Mitt.) A. Jaeger mô tả khoa học đầu tiên năm 1876.